# Eisschnelllauf-Mehrkampfweltmeisterschaft 1990
Die 48. Mehrkampfweltmeisterschaft der Frauen wurde am 10. und 11. Februar 1990 auf dem Olympic Oval im kanadischen Calgary ausgetragen. Davon getrennt fand die 84. Mehrkampfweltmeisterschaft der Männer eine Woche später, am 17. und 18. Februar 1990, im Olympia Eisstadion im österreichischen Innsbruck statt. Die beiden Weltmeistertitel gingen an die Deutsche Jacqueline Börner und den Norweger Johann Olav Koss.

## Teilnehmende Nationen
Frauen
Das Teilnehmerfeld des Frauenmehrkampfes setzte sich aus 26 Sportlerinnen aus 13 Nationen zusammen. Die Pfeile geben an, wie sich die Mannschaftsgröße eines Landes gegenüber der vorherigen Ausgabe geändert hat.
- 4 Starterinnen:  Deutsche Demokratische Republik,  Niederlande,  Sowjetunion
- 3 Starterinnen:  Kanada
- 2 Starterinnen:  Japan ↑,  Vereinigte Staaten ↓↓
- 1 Starterin:  BR Deutschland ↑,  Italien ↓,  Norwegen,  Österreich,  Polen ↓,  Schweden,  Volksrepublik China ↑

Nicht mehr vertreten im Vergleich zum Vorjahr waren Athletinnen aus Frankreich und Neuseeland. Insgesamt war das Feld um drei Teilnehmerinnen kleiner als 1989.
Männer
Im Männermehrkampf starteten 37 Sportler aus 18 Nationen.
- 4 Starter:  Japan,  Niederlande ↑,  Sowjetunion ↑
- 3 Starter:  Deutsche Demokratische Republik ↑,  Norwegen ↑,  Österreich
- 2 Starter:  Australien ↑,  BR Deutschland,  Schweden ↑,  Vereinigte Staaten ↓↓
- 1 Starter:  Finnland,  Italien ↓,  Kanada ↓↓,  Polen,  Schweiz,  Südkorea,  Tschechoslowakei,  Volksrepublik China ↑

Nicht mehr vertreten im Vergleich zum Vorjahr waren Sportler aus Griechenland. Insgesamt war das Feld um einen Teilnehmer größer als 1989.

## Wettbewerb

### Frauen
Im neunten Jahr in Folge gewann mit Jacqueline Börner eine Eisschnellläuferin aus der Deutschen Demokratischen Republik den Weltmeistertitel im Mehrkampf. Börner schlug die Japanerin Seiko Hashimoto und ihre Teamkollegin und Vorjahressiegerin Constanze Moser um weniger als einen Punkt. Mit Gunda Kleemann lag eine weitere DDR-Läuferin nach zwei Strecken gut im Rennen, wurde aber wegen Behinderung ihrer Mitläuferin Wang Xiuli über 1500 Meter disqualifiziert.
Die folgende Tabelle zeigt die 16 bestplatzierten Sportlerinnen in der Gesamtwertung der Mehrkampf-WM an, die sich für die Finalteilnahme über 5000 Meter qualifiziert haben. Die Zahl in Klammern gibt die Platzierung je Einzelstrecke an, fett gedruckt ist die jeweils schnellste Zeit.
| Rang | Name                     | 500 Meter        | 3000 Meter       | 1500 Meter       | 5000 Meter       | Gesamt- Punkte |
| ---- | ------------------------ | ---------------- | ---------------- | ---------------- | ---------------- | -------------- |
| 01   | Jacqueline Börner        | 41,66 s (8)      | 4:19,86 min (1)  | 2:04,54 min (4)  | 7:31,51 min (4)  | 171,634        |
| 02   | Seiko Hashimoto          | 40,22 s (1)      | 4:28,66 min (10) | 2:03,80 min (2)  | 7:37,75 min (10) | 172,037        |
| 03   | Constanze Moser          | 41,62 s (7)      | 4:27,59 min (8)  | 2:03,91 min (3)  | 7:29,88 min (3)  | 172,509        |
| 04   | Herma Emmens-Meijer      | 41,09 s (2)      | 4:27,62 min (9)  | 2:05,98 min (6)  | 7:37,65 min (9)  | 173,451        |
| 05   | Heike Schalling          | 43,05 s (21)     | 4:21,61 min (3)  | 2:06,95 min (10) | 7:28,37 min (1)  | 173,804        |
| 06   | Ljudmila Prokaschowa     | 41,84 s (10)     | 4:27,53 min (7)  | 2:06,46 min (8)  | 7:33,34 min (8)  | 173,915        |
| 07   | Elena Belci-Dal Farra    | 42,88 s (19)     | 4:23,39 min (4)  | 2:07,80 min (13) | 7:28,75 min (2)  | 174,253        |
| 08   | Lia van Schie            | 42,74 s (16)     | 4:25,84 min (5)  | 2:06,27 min (7)  | 7:31,99 min (5)  | 174,335        |
| 09   | Wang Xiuli               | 41,25 s (4)      | 4:32,21 min (18) | 2:03,34 min (1)  | 7:52,46 min (15) | 174,977        |
| 10   | Emese Nemeth-Hunyady     | 41,85 s (11)     | 4:29,68 min (12) | 2:05,90 min (5)  | 7:47,72 min (13) | 175,534        |
| 11   | Natsue Seki              | 42,46 s (13)     | 4:30,54 min (14) | 2:07,89 min (14) | 7:41,52 min (11) | 176,332        |
| 12   | Hanneke de Vries         | 44,32 s (23)     | 4:26,07 min (6)  | 2:09,56 min (21) | 7:32,53 min (7)  | 177,104        |
| 13   | Jelena Lapuga-Konotopowa | 42,75 s (17)     | 4:31,62 min (16) | 2:07,59 min (11) | 7:47,00 min (12) | 177,250        |
| 14   | Swetlana Schurowa-Boiko  | 44,39 s (24)     | 4:30,27 min (13) | 2:09,34 min (20) | 7:32,14 min (6)  | 177,762        |
| 15   | Moira D’Andrea           | 55,58 s (25)     | 4:30,63 min (15) | 2:07,93 min (15) | 7:48,80 min (14) | 190,208        |
| 16   | Sandra Voetelink         | 1:01,62 min (26) | 4:29,23 min (11) | 2:07,66 min (12) | 7:58,24 min (16) | 196,868        |

### Männer
Zum ersten Mal wurde der Norweger Johann Olav Koss Weltmeister im Vierkampf. Er setzte sich gegen vier Niederländer durch, die geschlossen die Ränge zwei bis fünf einnahmen. Silber gewann Ben van der Burg, Bronze ging an Bart Veldkamp, der auf den beiden Langdistanzen 5000 Meter und 10.000 Meter jeweils mit mehreren Sekunden Vorsprung am schnellsten war.
Die folgende Tabelle zeigt die 16 bestplatzierten Sportler in der Gesamtwertung der Mehrkampf-WM an, die sich für die Finalteilnahme über 10.000 Meter qualifiziert haben. Die Zahl in Klammern gibt die Platzierung je Einzelstrecke an, fett gedruckt ist die jeweils schnellste Zeit.
| Rang | Name               | 500 Meter    | 5000 Meter       | 1500 Meter       | 10.000 Meter      | Gesamt- Punkte |
| ---- | ------------------ | ------------ | ---------------- | ---------------- | ----------------- | -------------- |
| 01   | Johann Olav Koss   | 38,86 s (11) | 7:00,50 min (2)  | 1:57,19 min (3)  | 14:42,52 min (3)  | 164,099        |
| 02   | Ben van der Burg   | 38,79 s (7)  | 7:01,13 min (3)  | 1:56,23 min (1)  | 14:56,87 min (5)  | 164,489        |
| 03   | Bart Veldkamp      | 39,72 s (22) | 6:56,82 min (1)  | 1:58,36 min (6)  | 14:35,87 min (1)  | 164,648        |
| 04   | Gerard Kemkers     | 38,51 s (4)  | 7:05,85 min (4)  | 1:58,19 min (4)  | 14:59,60 min (6)  | 165,471        |
| 05   | Thomas Bos         | 39,66 s (21) | 7:08,57 min (5)  | 1:58,40 min (7)  | 14:56,67 min (4)  | 166,816        |
| 06   | Geir Karlstad      | 39,82 s (23) | 7:13,01 min (6)  | 1:59,08 min (9)  | 14:42,34 min (2)  | 166,931        |
| 07   | Michael Hadschieff | 38,61 s (5)  | 7:15,07 min (9)  | 1:58,35 min (5)  | 15:10,82 min (8)  | 167,108        |
| 08   | Joakim Karlberg    | 39,28 s (18) | 7:14,10 min (8)  | 1:58,65 min (8)  | 15:17,14 min (10) | 168,097        |
| 09   | Danny Kah          | 40,01 s (26) | 7:13,17 min (7)  | 2:00,04 min (11) | 15:02,30 min (7)  | 168,455        |
| 10   | Ådne Søndrål       | 38,06 s (2)  | 7:21,23 min (19) | 1:56,99 min (2)  | 15:53,42 min (16) | 168,850        |
| 11   | Tomas Gustafson    | 39,22 s (16) | 7:18,04 min (12) | 2:00,67 min (16) | 15:25,02 min (11) | 169,498        |
| 12   | Georg Herda        | 38,82 s (9)  | 7:19,51 min (15) | 2:01,07 min (17) | 15:42,61 min (14) | 170,257        |
| 13   | Kazuhiro Satō      | 40,41 s (30) | 7:16,76 min (11) | 2:01,32 min (20) | 15:14,65 min (9)  | 170,258        |
| 14   | Masahiko Omura     | 39,23 s (17) | 7:19,47 min (14) | 2:00,13 min (12) | 15:48,41 min (15) | 170,640        |
| 15   | Christian Eminger  | 40,82 s (33) | 7:15,37 min (10) | 2:00,52 min (15) | 15:26,91 min (12) | 170,875        |
| 16   | Frank Dittrich     | 40,45 s (31) | 7:18,51 min (13) | 2:02,69 min (31) | 15:38,22 min (13) | 172,108        |